# Stanisław Janowicz Białłozor
Stanisław Janowicz Białłozor herbu Wieniawa (zm. przed 1623) – marszałek sejmu zwyczajnego w Warszawie w 1605 roku, marszałek Trybunału Litewskiego od 1605 roku, podkomorzy upicki od 1591 roku do około 1611 roku, sędzia ziemski upicki w latach 1588–1591.
W latach 1601–1602 wziął udział jako rotmistrz w wojnie polsko-szwedzkiej 1600-1611.